# Yan María Yaoyólotl Castro
Yan María Yaoyólotl (México, 1952) es una activista lesbofeminista y artista feminista mexicana, pintora, gestora y curadora de arte. Fue cofundadora de los grupos Lesbos (1977) y Oikabeth (1978) orígenes del movimiento feminista-lésbico en México.

## Biografía
Con el nombre de nacimiento María de Lourdes, asumió el nombre indígena maya Yan y el apellido en nahuatl Yaoyólotl. Estudió filosofía en la UNAM especializada en estética y política (1973-1980).

### Activista en el movimiento lesbofeminista
En 1977, cofundó el grupo iniciador del movimiento lesbofeminista en México, Lesbos (1977). Un año antes, se creó Ácratas (1976), grupo precedente al movimiento de lesbianas de México, que Yaoyólotl define como "feminista radical, anarquista y separatista que proponía el feminismo lesbiano", fundado por Marcela Olavarrieta, y otras feministas extranjeras. Olavarrieta no quiso entrar en la vida pública y que trabajaba en lo que se llamó Pequeños Grupos de autoconsciencia (PGA).  En 1978, cofundó Oikabeth I, del que fue miembro durante tres meses en el FHAR (Frente Homosexual de Acción Revolucionaria), grupo al que debó para reafirmar la autonomía del movimiento de lesbianas, explica al narrar la historia del lesbofeminismo en México en el documental realizado en 2018 por Luisa Velázquez Herrera. El grupo se declaró socialista y se vinculó con el Partido Comunista Mexicano, organizaciones trotskistas y los sindicatos independientes STUNAM y SITUAM.

### Trayectoria artística
En 1996 fue cofundadora de ComuArte, A.C. (a iniciativa de Colectivo Mujeres en la Música, A. C., fundado por la compositora Leticia Armijo) abriendo la Sala Adamo Boari del Palacio de Bellas Artes a artistas visuales contemporáneas mexicanas. A partir de 2002 a 2006 fue cofundadora y directora de MujerArte A.C.. abordando las temáticas de la mujer en relación con violencia doméstica, violación sexual, aborto, trabajo sexual y particularmente feminicidio, entre otras.
Su propuesta artística parte del ecofeminismo, cosmopercepciones indígenas, el Lesbofeminismo, el feminismo socialista y Budismo Mahayana. Considera al quehacer creativo como parte de las luchas sociales de los países explotados por el imperialismo; la clase trabajadora por el clasismo; las razas y pueblos originarios por el racismo y occidentalismo y ante todo, de las mujeres por el sexismo. Ha hecho críticas al arte neoliberal y posmoderno, enfatizando la instrumentación del arte como forma de dominación o de emancipación.
Se distinguió por la organización artística de los eventos del Día Internacional de la Mujer y el Día Internacional contra la Violencia a las Mujeres en el Zócalo de la Ciudad de México de 1998 a 2006 junto con organizaciones feministas e instituciones de gobierno.

## Pensamiento político
Además de su actividad artística, cargada de contenido político, ha creado activamente teoría y crítica política que se inscribe en el lesbofeminismo,  con una fuerte crítica a las políticas neoliberales tanto del mercado de la diversidad sexual como de las teorías queer que en América Latina son impulsadas desde la academia. También critica la misoginia del movimiento de homosexuales. Para Yan María "no puede haber feminismo sin lesbianismo ni lesbianismo sin feminismo. El lesbianismo sin el feminismo es ciego y el feminismo sin lesbianismo carece de contenido". Esto parte de la idea de que el lesbianismo es una postura política, y no meramente una práctica sexual, sino que es una oposición directa a la opresión de las mujeres y una afirmación de las relaciones entre mujeres como centrales, desafiando el androcentrismo, construyendo autonomía y desligándose de la heterosexualidad obligatoria.

## Archivo Histórico del Movimiento
Yan María Yaoyólotl resguarda el Archivo Histórico del Movimiento de Lesbianas Feministas en México, con 9,000 documentos entre carteles, vídeos, fotografías, manifiestos, etc. de 40 años de activismo del movimiento lésbico-feminista de México.